# Социальная рабочая партия Бразилии
Социально-трудовая партия Бразилии  (порт. Partido Social Trabalhista) (PST) — бывшая политическая партия Бразилии, активно действовавшая в течение двух периодов.
Первоначально была основана в 1988 году. В том же году баллотировалась на муниципальных выборах и вела свою деятельность до 1993 года, пока не присоединилась к Лейбористской реформаторской партии с целью образования Прогрессистской партии. PST поддерживала правительство Фернанду Колора и губернатора Федерального округа Иоахима Рореза. На выборах она шла под номером 52.
В 1996 году новая политическая группа , организованая тем же лидером, Марсилио Дуарте, повторно использовала название Partido Social Trabalhista , без какого-либо отношения к предыдущим партиям

## История партии
Она была создана в 1988 году и участвовала в муниципальных выборах в том же году. Получила поддержку федерального депутата Жоао Кунья.
На выборах 1989 года партия поддержала кандидатуру Фернанду Коллора ди Мелу на пост президента республики. Еще на тех выборах партия избрала двух федеральных депутатов.
В 1990 году среди её членов были даже тогдашний сенатор Хосе Игнасиу Феррейра и ведущий и бизнесмен Сильвио Сантос, у которого даже была возможная кандидатура в правительство Сан-Паулу, но это не сдвинулось с мертвой точки. На выбора 1992 года она выдвинула кандидатуры адвоката Тесио Линса и Силвы на пост мэра города Рио-де-Жанейро и Марсилиу Дуарте, президента партии, на пост мэра столицы Сан-Паулу, без выразительных результатов.
Позже к ней присоединился бывший губернатор Параны Альваро Диас. В 1993 году она объединилась с Partido Trabalhista Renovador, образовав Partido Progressista (1993), которая после включения в Partido Progressista Reformador сформировала Progressistas(Прогресисткая партия).

## Современное состояние
Хотя партия не существует в настоящее время, её идеология и некоторые из бывших членов продолжают влиять на политическую сцену Бразилии. Социально-трудовая партия Бразилии оставила свой след в политической истории страны, поддерживая реформы и лидируя в определенных регионах страны.